# Ramūnas Bilius
Ramūnas Bilius (* 1983) ist ein litauischer Badmintonspieler. 

## Karriere
Ramūnas Bilius siegte 2002 bei den nationalen Juniorenmeisterschaften sowohl im Herreneinzel als auch im Herrendoppel. 2006 gewann er bei den Einzelmeisterschaften der Erwachsenen die Herrendoppelkonkurrenz gemeinsam mit Šarūnas Bilius.

## Sportliche Erfolge
| Saison | Veranstaltung                    | Disziplin    | Platz | Name                              |
| ------ | -------------------------------- | ------------ | ----- | --------------------------------- |
| 2002   | Litauen: Juniorenmeisterschaften | Herreneinzel | 1     | Ramūnas Bilius                    |
| 2002   | Litauen: Juniorenmeisterschaften | Herrendoppel | 1     | Ramūnas Bilius / Tomas Dovydaitis |
| 2006   | Litauen: Einzelmeisterschaften   | Herrendoppel | 1     | Ramūnas Bilius / Šarūnas Bilius   |